# La Ferme électrique
La Ferme électrique est un festival de musique créé en 2010 et qui a lieu en Seine-et-Marne à Tournan-en-Brie. Ce festival annuel dure deux jours et se déroule fin juin ou début juillet.

## Historique
La Ferme électrique a pour but de présenter au public des groupes émergeant originaux, des coups de cœur locaux et des groupes dans lesquels jouent certains bénévoles, le tout dans un cadre festif et convivial. Si la première édition rassemble 400 personnes, le record de fréquentation date de l'année 2013 avec 800 festivaliers par jour et environ 80 bénévoles.
Le festival est organisé par l'association locale Fortunella qui œuvre tout au long de l'année pour le développement, la pratique et l'enseignement des « musiques actuelles » dans la ville de Tournan-en-Brie, mais également par La Ferme de la Justice,, collectif de groupes rock'n'roll hybrides et expérimentaux qui partagent la même sensibilité, ainsi que le soutien de la municipalité et de bénévoles.
Le festival se déroule dans un ancien corps de ferme, « La Ferme du Plateau », aménagé par une équipe d’installateurs, de bricoleurs et d’artistes, qui créent un décor à partir d’objets de récupération,,. Il est ainsi possible de découvrir sur les lieux une chapelle à orgues ou encore un arbre à vinyles.

### 2010: naissance
La première édition du festival se déroule le 10 avril 2010 parallèlement au festival Écrits d'Avril organisé par la ville de Tournan-en-Brie. Ce dernier a pour but de mettre en lumière tout ce qui a rapport à l’écriture : poésie, haïku, roman, bd. Cette première édition de La Ferme électrique est, en fait, un prétexte pour investir et réaménager une partie du corps de ferme où travaillent au quotidien les membres d'une association et ceux du conservatoire de musique.
Cette édition est l'occasion d'inviter quelques auteurs de la sphère du rock tel que Benjamin Peurey, mais également le photographe Richard Bellia qui présentait en avant première son exposition de photos de presse sur les groupes de rock.
Les premiers groupes à se produire sur la scène de La Ferme électrique sont principalement des amis de l'équipe organisatrice et de la scène locale : le coup de cœur originaire de Melun, Elista et les groupes du cru You Do Right ! (Garage 60’s), Tchiki Boum (New wave) et TuePogoE64 (Punk/Coldwave).

### 2011: marathon
La seconde édition s'est déroulée du vendredi 3 au dimanche 5 juin 2011. Le concept du festival s'est alors développé et ainsi donne naissance à un événement de plus grande envergure, mettant en avant une ambiance rock’n’roll aux accents garage rock.
La tête d'affiche se nomme I Love UFO, groupe de rock d'origine française qui se produit à l'époque des festivals tels que Rock en Seine ou encore les Eurockéennes de Belfort. Cette même année se produit sur scène Olivier Clastre et son groupe Oliboy Skiboy & That Dove dont les pérégrinations ont inspiré, en 2013, le film Océane réalisée par Philippe Appietto et dans lequel joue Lou Lesage. Les groupes du cru étaient cette année-là Enob ou encore Cheri Cheri.
Pour assister au concert du groupe post-rock Chantal Morte, le public vient alors de Suisse ; cet événement marque le début d'une internationalisation de La Ferme électrique.

### 2012: stabilisation
La troisième édition du festival a lieu du vendredi 29 au samedi 30 juin 2012. C'est à cette occasion que le festival trouve son format idéal privilégiant une durée de deux jours permettant à l'équipe des bénévoles de rester impliquée dans le projet.
Cette année-là, les têtes d'affiches se nomment Wall of Death, groupe de rock psychédélique qui était alors en tournée avec le groupe américain The Black Angels et qui a été sélectionné en 2014 par le FAIR, mais également Boogers l'homme-orchestre foutraque dont le titre I Lost My Lungs est, à l'époque, utilisé pour la publicité d'une marque de téléphonie mobile.
Les découvertes de l'année sont Mrs Good (Pop), We Insist ! (Rock), Gaspard Lanuit (Chanson), Dick Voodoo (Electro), Manuel Etienne (Chanson) ou encore The Dalaï Lama Rama Fa Fa fa (Rock psychédélique). Cette même année, une salle des claviers qui comporte une trentaine de claviers de tous types permettaient aux festivaliers de s'adonner à l'improvisation musicale. 

### 2013: professionnalisation
La quatrième édition du festival se déroule du vendredi 5 au samedi 6 juillet 2013 et est composée de 26 concerts. Cette édition marque un tournant dans l'aventure du festival : une équipe de communication au sein de l'association permet la mise en place de partenariats et induit une exposition médiatique plus importante, notamment par l'intermédiaire de spots publicitaire sur Radio Nova, mais également à l'international via une interview sur la Radio Nationale Suisse Couleur 3. Le nombre de spectateurs qui viennent découvrir la programmation éclectique et « audacieuse » du festival augmente, la fréquentation atteint environ 800 festivaliers par jour.
Musicalement, 2013 est marquée par la reformation historique du groupe de punk rock français Les Olivensteins formé à Rouen en 1978. Les têtes d'affiches sont JC Satàn, Frustration, Cheveu, Tue-Loup ou encore June & Lula. De leur côté, quelques découvertes musicales dont Headwar, Scorpion Violente, FI/SHE/S, Le Réveil des Tropiques, T.I.T.S., ou encore Jean Jean, la plupart de ces groupes étant programmés par la suite de Rock en Seine.
Cette même année, le chanteur Joseph d'Anvers, également connu pour ses titres écrit pour Alain Bashung et Dick Rivers, doit annuler sa participation pour raisons de santé. 

### 2014: confirmation
La cinquième édition du festival se déroule du vendredi 4 au samedi 5 juillet 2014 avec une vingtaine de concerts au programme,. Sa renommée locale mais grandissante fait apparaître La Ferme électrique parmi les festivals d'été qui comptent et est annoncé dans des magazines spécialisés tels que Plugged , New Noise ou encore Les Inrockuptibles.
Comme en 2013, La Ferme électrique reçoit le soutien d'une radio nationale, OÜI FM ainsi que celui d'une radio locale, Radio Néo.
Cette édition marque une évolution dans la programmation avec l'arrivée, pour la première fois, de groupes internationaux tels que Movie Star Junkies (Turin), Cheer-Accident (Chicago) ou encore Don Vito (Leipzig).
Les têtes d'affiches se nomment Orval Carlos Sibelius,, considéré par le magazine Les Inrockuptibles comme « l'auteur de l'une des plus grandioses et excitantes œuvres pop de l'année », Movie Star Junkies et leur folk rock, Jessica93,,, Zëro, ou encore les américains de Cheer-Accident que le magazine Pitchfork décrit comme « le rêve érotique de tous les amoureux de prog-rock quintessentiel de Chicago », ainsi que Noir Boy George.
Comme ce qui devient son habitude, La Ferme électrique propose au public de découvrir un groupe qui a fait l'histoire du rock en France. Charles de Goal pionnier de la scène post-punk française, programmé à l'origine, voit son concert annulé à la suite de la mort de son batteur ; Oui Oui vient en remplacement,. En parallèle, les découvertes de l'année se nomment Oiseaux-Tempête, Hermetic Delight, Forever Pavot ou encore Viking.